# 박강조
박강조(朴康造, 1980년 1월 24일~)는 대한민국의 축구인이다.

## 구단 경력
박강조는 2000년에 성남 일화 천마에 입단, 2002년까지 활약, 재일 한국인 최초로 K-리그에 진출하였다.

## 국가대표팀 경력
2000년 시드니 올림픽에서 대한민국 국가대표로 활약했다. 성인 국가대표팀에서도 활약했는데 2000년 6월 9일에는 테헤란에서 벌어진 이집트 축구 국가대표팀과의 경기에서 골을 기록하기도 했다.